# Изабелла де Бурбон
Изабелла де Бурбон, графиня де Шароле (фр. Isabelle de Bourbon, comtesse de Charolais; 1436 — 25 сентября 1465) — вторая жена Карла Смелого, графа Шароле и будущего герцога Бургундии. Она была дочерью Карла I, герцога Бурбона и Агнессы Бургундской. Её единственная дочь Мария Бургундская стала впоследствии наследницей всех владений Бургундии.

## Биография
О её жизни известно немногое. Она была дочерью герцога Бурбона и Агнессы, дочери Жана Бесстрашного, могущественного герцога Бургундии и заклятого врага Карла VI Безумного и его регента Людовика Орлеанского. В годы её юности между Францией и Англией, на первых порах поддержанной Бургундией, кипела Столетняя война, вызванная претензиями на французский трон со стороны английских королей, также являвшихся его наследниками по линии Капетингов. Положение осложняла борьба между партиями арманьяков и бургиньонов, претендовавшими на контроль над недееспособным королём Карлом VI.
Отец Изабеллы Карл де Бурбон был верным сторонником партии арманьяков и отличился в битве при Азенкуре (1415), проигранной французами. В мае 1418 года бургундский герцог Жан Бесстрашный занял Париж, объявив себя регентом и вынудив к бегству законного наследника дофина Карла. В 1419 году Карл пригласил Жана Бесстрашного на переговоры в Монтро, где тот предательски убит был людьми дофина. Это обострило войну арманьяков с бургиньонами, сыграв на руку английскому королю Генриху V, формально получившему французскую корону по договору в Труа 1420 года.
Независимость французского королевства оказалась под угрозой, и лишь внезапная смерть в 1422 году и Генриха, и Карла Безумного, а также появление в 1429 году Жанны д’Арк спасло страну от полного порабощения. В 1435 году сын и наследник Жана Бесстрашного герцог Бургундии Филипп III Добрый решил выйти из договора в Труа и перешёл на сторону Карла VII.
Карл де Бурбон присутствовал на коронации последнего в Реймсе, и в том же году получил от нового короля посты губернатора в Иль-де-Франс, Шампани и Бри. В 1434 году король назначил Карла великим камерарием Франции. Однако, будучи недоволен реформами нового монарха, в 1439—1440 годах Карл Бурбон вместе с герцогом Алансонским и дофином Людовиком, поднял против него восстание, известное как Прагерия. После подавления последнего Карл попал в опалу и потерял своё положение при дворе, удалившись в провинцию, где в 1456 году скончался от подагры.
Но ещё в 1453 году Карлу удалось обручить 17-летнюю Изабеллу с двадцатилетним сыном и наследником Филиппа Доброго Карлом Смелым, носившим тогда титул графа Шароле и уже успевшим овдоветь. Брак, заключённый 30 октября 1454 года в Лилле, оказался вполне счастливым, и 13 февраля 1457 года у супругов родилась дочь Мария. В 1459 году французский дофин Людовик был вынужден искать убежища при бургундском дворе, и Изабелла стала крестной матерью его малолетнего сына Жоакима, от Шарлотты Савойской. После вступления в 1461 году на престол Франции, Людовик оставил Шарлотту в Бургундии, на попечении у Изабеллы. Сам по себе факт, что осторожный и подозрительный Людовик решился доверить свою супругу Изабелле свидетельствует о том, что последняя, помимо прочего, отличалась добрым нравом и к тому времени завоевала некоторый авторитет при дворе герцога.
В 1465 году болевшая туберкулёзом Изабелла умерла в Антверпене и была похоронена в местном аббатстве Святого Михаила.

## Гробница
Не сыграв значительной роли в придворных интригах и политической жизни, Изабелла оставила по себе, видимо, добрую память, а её пышная гробница, украшенная 24 бронзовыми скульптурными изображениями скорбящих, происходивших из мастерской Делемера, долгие годы напоминала о былой славе и богатстве герцогов Бургундии. В 1566 году в ходе иконоборческого восстания гробница Изабеллы подверглась разрушению, а некоторые из изваяний были разбиты или расхищены. В 1691 году десять из них оказались в распоряжении бургомистров Амстердама, ошибочно принявших их за статуи графов и графинь Фландрии.
Позднейшие исследования искусствоведов доказали, что в реальности большинство из скульптур изображали предков Изабеллы, в частности, Людвига Баварского (с императорской короной и державой) и его сына графа Голландии Альбрехта (с крестом Св. Антония на шее) и пр. В идентификации статуй помог список имён, опубликованный в 1695 году Даниэлем Папеброхиусом. Эти изваяния, в течение ста лет выставлявшиеся в амстердамском Рейксмюсеуме, являются ценным источником для историков средневековой моды, поскольку детально изображают костюмы бургундской знати первой половины XV века.
Остальные статуи, в том числе изваяние самой Изабеллы, оказались в Антверпенском соборе Богоматери. Первоначальное убранство её гробницы было утрачено.